# Tsegihi (albedo)
Tsegihi è una caratteristica di albedo della superficie di Titano.